# Vòng loại Giải vô địch bóng đá nữ thế giới 2003
Vòng loại Giải vô địch bóng đá nữ thế giới 2003 chứng kiến 99 đội tuyển từ sáu liên đoàn thành viên FIFA tranh tài để chọn ra 16 suất tại vòng chung kết. Các suất được phân ra như sau:
- Châu Phi - CAF: 2
- Châu Á - AFC: 3,5
- Châu Âu - UEFA: 5
- Bắc, Trung Mỹ & Caribe - CONCACAF: 2,5
- Châu Đại Dương - OFC: 1
- Nam Mỹ - CONMEBOL: 2

## Các đội vượt qua vòng loại
| - Châu Phi (CAF) - Nigeria - Ghana - Châu Á (AFC) - CHDCND Triều Tiên - Trung Quốc - Hàn Quốc - Nhật Bản - Nam Mỹ (CONMEBOL) - Brasil - Argentina - Châu Đại Dương (OFC) - Úc | - Châu Âu (UEFA) - Pháp - Đức - Nga - Na Uy - Thụy Điển - Bắc, Trung Mỹ & Caribe (CONCACAF) - Canada - Hoa Kỳ (chủ nhà - vào thẳng vòng chung kết) |

## Các khu vực

### Châu Phi
Vượt qua vòng loại:  Nigeria --  Ghana
Hai đội tuyển châu Phi vượt qua vòng loại là hai đội lọt vào chung kết Giải vô địch bóng đá nữ châu Phi 2002, Nigeria và Ghana.

### Châu Á
Vượt qua vòng loại:  Trung Quốc --  Hàn Quốc --  CHDCND Triều Tiên --  Nhật Bản
Ba vị trí cao nhất - Trung Quốc, CHDCND Triều Tiên và Hàn Quốc - giành các tấm vé chính thức. Đội hạng tư Nhật Bản là đội thứ tư sau khi thắng México trong hai lượt trận tranh vé vớt.

### Châu Âu
Vượt qua vòng loại:  Thụy Điển --  Nga --  Đức --  Na Uy --  Pháp
16 đội hạng A của bóng đá nữ châu Âu được chia làm bốn bảng, trong đó bốn đội đầu bảng được dự World Cup. Bốn đội nhì được phân làm hai cặp thi đấu một giải đấu knockout hai lượt đi và về, đội thắng vào vòng chung kết.

### Bắc, Trung Mỹ và Caribe
Vượt qua vòng loại:  Hoa Kỳ --  Canada
Đội á quân Cúp vàng nữ CONCACAF 2002 là Canada là đội tuyển giành quyền dự World Cup. Đội vô địch Hoa Kỳ vào thẳng vì là chủ nhà. Đội hạng ba México thua Nhật Bản trong trận tranh vé vớt.

### Châu Đại Dương
Vượt qua vòng loại:  Úc
Úc, đội vô địch Giải vô địch bóng đá nữ châu Đại Dương 2003 là đại diện của khu vực châu Đại Dương tại World Cup 2003.

### Nam Mỹ
Vượt qua vòng loại:  Brasil --  Argentina
Giải vô địch bóng đá nữ Nam Mỹ năm 2003 xác định hai đại diện của CONMEBOL tại Giải vô địch thế giới là Brasil và Argentina.

## Play-off
| México                | 2 – 2                | Nhật Bản                   |
| --------------------- | -------------------- | -------------------------- |
| Mora 60' Sandoval 76' | Báo cáo (tiếng Nhật) | Kobayashi 51' Miyamoto 74' |

| Nhật Bản              | 2 – 0                | México |
| --------------------- | -------------------- | ------ |
| Sawa 56' Maruyama 83' | Báo cáo (tiếng Nhật) |        |

Nhật thắng với tổng tỉ số 4-2 và đoạt vé tới Giải vô địch bóng đá nữ thế giới 2003.